# 徐州市
徐州市（じょしゅうし、拼音: Xúzhōu）は、中華人民共和国江蘇省の北西端に位置する地級市。
徐州は、元来は山東省南東部と江蘇省の長江以北の地域を指した漢代の地方区分の名称であった。古称は彭城（ほうじょう）とも称す。市域内の沛県は劉邦の故郷であるほか、彭城は項羽の都となっていた。

## 概説
徐州市の中心部は微山湖の南岸に位置する。北は山東省臨沂市・棗荘市に、西は安徽省宿州市に接している。東は連雲港市に接し、南は宿遷市に接している。古代より各地の軍勢が争奪する地であり、各地の商人が集まる地でもあった。現在は連雲港とロッテルダム港を結ぶ大陸横断鉄道ルート「新ユーラシア・ランドブリッジ」の一部をなす隴海鉄道に沿った人口百万を超える大都市。
徐州市は東経116度22分、北緯33度43分から58分の間。黄淮平原の中心に位置し、大洞山、泉山、皇姑山、雲龍山などの丘に囲まれている。かつて黄河の河道があったが、現在は沂河、沭河（じゅつが）など淮河支流が流れ、中国を縦断する大運河（現在の京杭運河）も街を通っている。年降水量は850mm、年平均気温は14℃。
市の面積は11,258平方km。総人口は2004年現在で916万8,500人。（うち、市街地の人口は172万9,600人）

## 地理

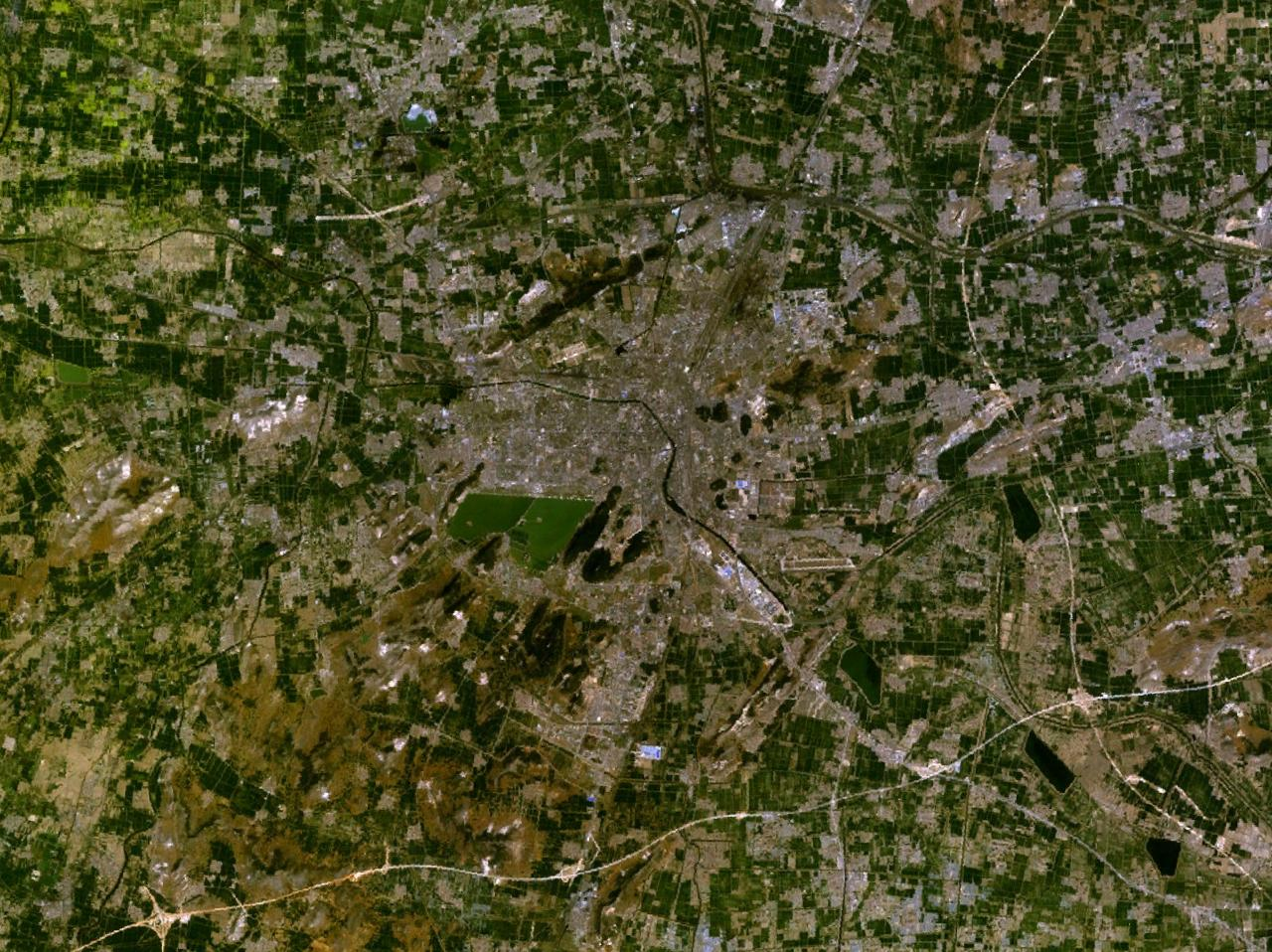
徐州市街地の衛星画像

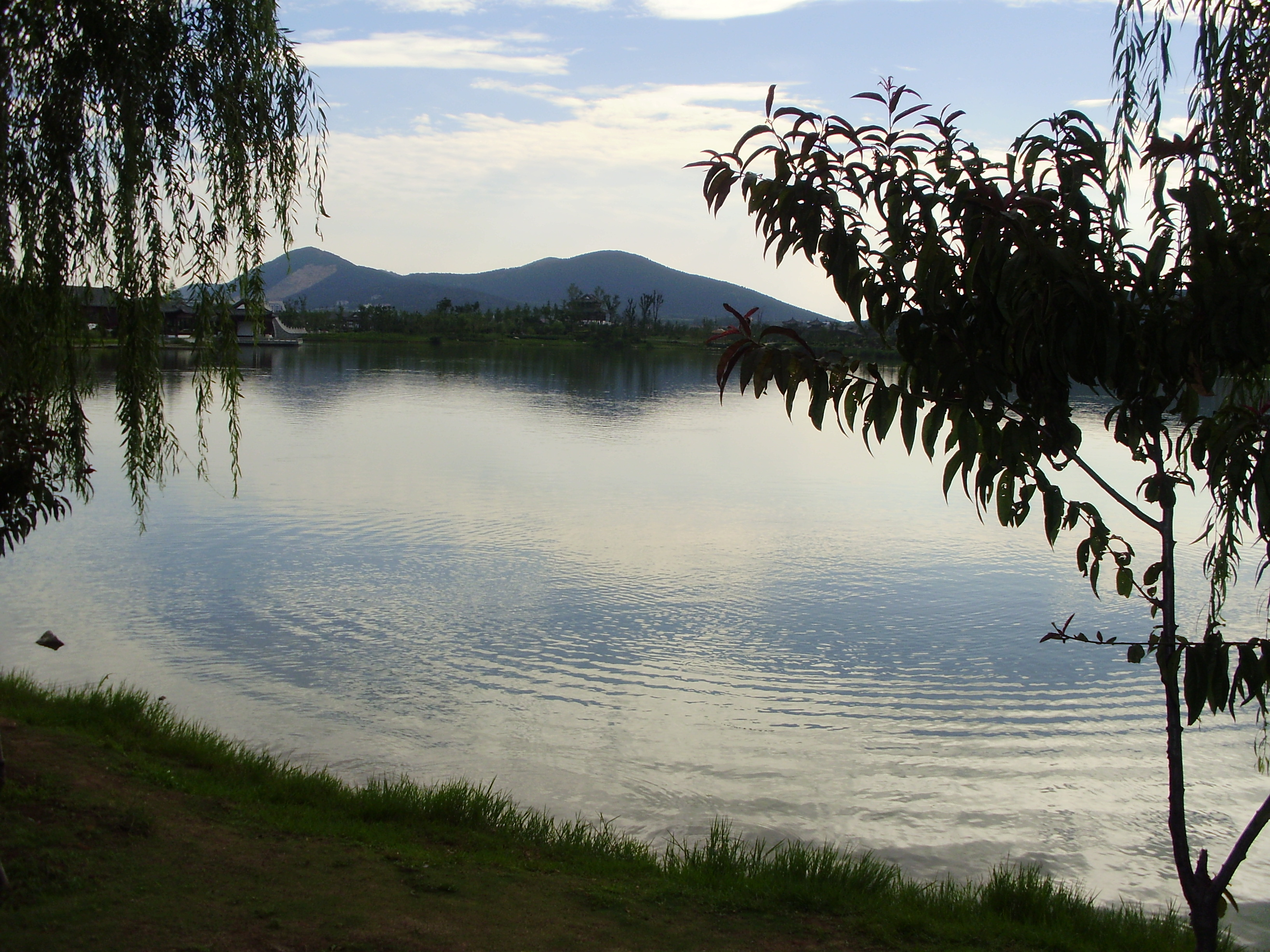
小南湖

徐州一帯の地形の特徴は、平原の中に丘陵地が点在していることである。特に徐州の街は丘陵に四方を囲まれているため要害の地であり、歴代の軍勢の必争の地であった。
徐州は華北平原の東南部に位置する。地勢は北西から南東に向けて低くなっており、市域の面積の90%は海抜30mから50mの間の平野である。この平野は黄淮平原と呼ばれ、黄河や淮河と、淮河の支流である沂河・沭河・泗水（沂沭泗河水系）などの形成した沖積平野である。市域の面積の9.4%は海抜100m-200mの丘陵地であるが、およそ二つに分かれている。一方の丘陵群は市域中部にあり、その最高点は市内最高峰の大洞山（海抜361m）である。もう一つの丘陵群は市域東部にあり、最高点は新沂市北部の馬鞍山（海抜123m）である。
徐州市区（都市部）は低山や丘陵が取り囲んでいる。南に雲龍山、小泰山、泉山、鳳凰山に面し、東と東南は駱駝山、子房山、響山に面し、北は覇王山、枇杷山、九里山に面し、西は臥牛山、楚王山、韓山等に面している。雲龍山麓には水不足を解決するために作られた雲龍湖があり、古くから景勝地として知られ現在では公園になっている。
沂河、沭河、泗水の流域（沂沭泗河水系）は淮河流域の東北部に当たる非常に広い水系である。ほかに大きな川は睢安河がある。また雲龍湖や駱馬湖などの大きな湖も点在する。かつては黄河も流れており、黄河旧河道が市域を貫いている。旧河道は西の河南省蘭考県の三義寨が起点であり、徐州市の豊県、銅山県、市区、睢寧県を通り、浜海県の「廃黄河口」で黄海に流入していた。全長800kmに達し、徐州市域だけで191.7kmになる。旧黄河の中洲に当たる顕紅島は蘇軾（蘇東坡）の養女の蘇姑が洪水を防ごうとして殉難した場所とされる。黄河が淮河や沂河、泗水などの流路を奪ったため、これらの川はあちこちで湖を作り滞留し、しばしば洪水も引き起こしたが、1950年代に完成した新沂河などの放水路により洪水の危険は小さくなった。

## 歴史
徐州は古くは彭城と称し、2600年に及ぶ悠久の歴史を有する。『尚書』（書経）の『禹貢』の篇に列記された「九州」の一つにもこの地方一帯を指す「徐州」の名がある。

### 項羽の都
戦国時代中期には宋や楚などにより彭城は争奪された。秦朝が成立すると彭城県が設置されている。秦末になると過酷な政治に対する民衆反乱が発生、現在の江蘇省一帯は農民起義の中心地となった。前209年、下相（現在の宿遷市）の住民項羽、項梁をはじめ、沛（現在の徐州市沛県）の住民劉邦らは彭城の近くの大沢郷（現在の宿州市）で起こった陳勝・呉広の乱に呼応し秦に反旗を翻した。秦の滅亡後、項羽は諸侯の連合軍を率いて「西楚覇王」と称し、楚の故地で故郷に近い彭城（徐州）を都に定め、諸侯を各地に封じた。前206年、漢王劉邦は挙兵し西楚打倒を目指し進軍。一年後、不満を持つ諸侯をまとめ60万の大連合軍を結成し項羽の都の彭城を占領することに成功したが、項羽は救援のために引き返し、彭城の戦いにおいて3万の精鋭で60万の漢の連合軍を大敗させ劉邦の一族を捕虜とすると言う古代中国でも例のない大勝利を収めた。
その戦いで劉邦は追い詰められたが、配下の韓信らの後方撹乱などで窮地を脱し再び楚に進撃、韓信が諸侯を一掃させ結束を高めた。前202年、漢軍は下邳（現在の邳州市）を占領し、彭城を守る将軍・項佗は投降した。項羽軍はこの後に垓下の戦いで四面楚歌を受けてほとんどの兵士が逃亡、ほぼ壊滅し、項羽は烏江で自害し楚漢戦争は劉邦が勝利した。

### 前漢の徐州
前漢が成立し郡国制が採用され、初期には楚国の都城とされた。しかし中央政府と封国はその権限をめぐって対立し、紀元前154年には楚を含む各国が連合し呉楚七国の乱が発生する。楚は経済・政治の実力の面で諸侯国の中でも最強であり漢の経済・文化の中心地でもあったが、王莽が前漢を簒奪すると楚国も大きな被害を受ける。その後後漢が成立すると彭城国の都城とされている。

### 三国時代から明清まで

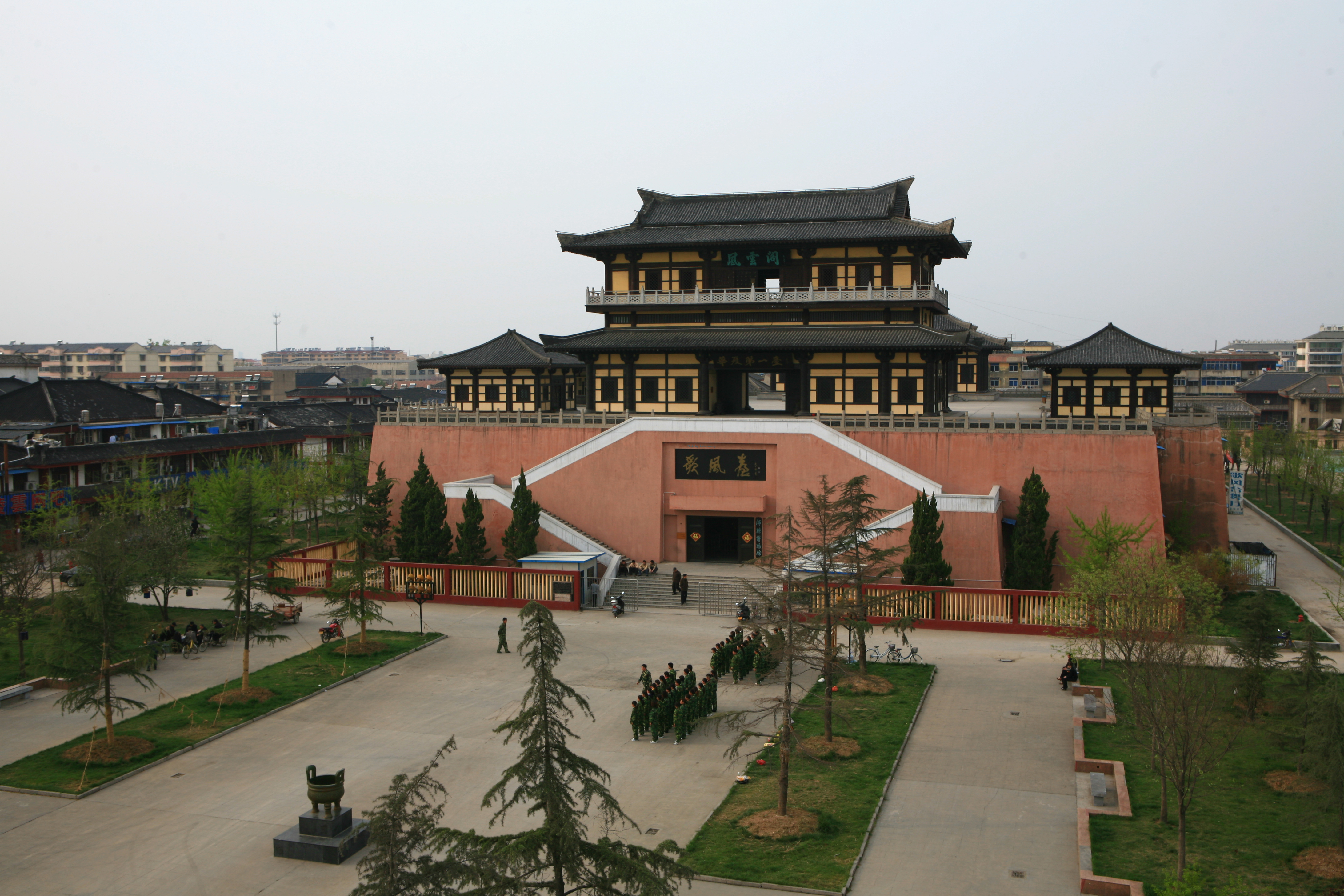
沛県の歌風台

後漢末期、陶謙が揚州とともに支配し割拠するが、彼の死後は曹操・呂布・劉備・袁術らが徐州地方の彭城国や下邳国をめぐり争奪戦を繰り広げた（下邳を参照）。三国時代には魏により徐州が設置されている。また曹操は陶謙の部下に父を殺され徐州で住民の大虐殺を行った。
411年（義熙7年）、東晋により北徐州が設置されている。晋末になると、彭城・綏輿里（現在の銅山区）の出身の劉裕（後に東晋を簒奪し、南朝宋の武帝となった）は反乱鎮圧の功績で王朝内で勢力を強め、南北の境に位置する彭城を前線基地に410年・417年と二度の北伐を開始して南燕・後秦を滅亡させた。南北朝時代になると421年（永初2年）に南朝宋により北徐州は徐州と改称され、その後彭城地方は北魏と南朝諸国の両方の橋頭堡と化した。
隋朝が成立すると徐州を経由して大運河が建設され南北を結ぶ物流の要衝となった。607年（大業3年）には彭城郡と改称されたが、唐朝が成立すると621年（武徳元年）に再び徐州と改称された。その後742年（天宝元年）に彭城郡、758年（乾元元年）に再び徐州と改称されている。唐末の龐勛の乱（868年）では反乱軍が彭城で唐軍と対峙している。宋代には文人の蘇軾が徐州知州に任ぜられ、如黄楼、快哉亭、放鶴亭、東坡石床、蘇堤など今日に残る多くの歴史建造物を作っている。北宋末期になると金の将軍、粘没喝は軍を率いて徐州に侵攻している。
元代になると1348年（至正8年）に徐州路に昇格したが、1352年（至正12年）に武安州に降格されている。元末になると芝麻李は徐州の乱を起こし、元朝に対抗している。その後朱元璋は徐達を派遣して北伐を開始、元軍を追放して徐州を占領している。その後明朝が成立すると再び徐州が設置された。清代になると1733年（雍正11年）に徐州府が設置されている。

### 近代
西洋列強の中国への進出が進むにつれ、徐州からも外国勢力との闘争に身を投じる人物が多く現れた。アヘン戦争の前後にイギリスに対して抵抗した臧紆青や、義和団に参加した多くの人々などである。また辛亥革命の時期にも多くの徐州人が参加した。
1912年（民国元年）、中華民国が成立すると徐州府は廃止され銅山県が置かれた。一方、1908年には天津－南京間を通る津浦鉄道（現在の京滬鉄道）の徐州付近区間が着工し、1912年に開通した。安徽省以南はイギリス資本で建設されたため、徐州もイギリスの影響が強まる。また1916年、海州（現在の連雲港市）から西の西安、蘭州に至る隴海鉄道の開封－徐州区間が開通し、順次海側へ伸びていった。こうした中、五四運動が徐州の学生の間でも起こり、また中国共産党の地方組織も作られ、隴海鉄道建設のストライキなどを起こした。

徐州駅での毛沢東（1953年）

日中戦争勃発後、日本軍は南京占領成功を受けて、山東省から南へ津浦鉄道沿いに支配地域を広げる作戦を開始したが、1938年3月、徐州近くの台児荘で中国国民党軍による頑強な抵抗を受けて撤退した（台児荘の戦い）。1938年5月、南京方面からの援軍も受けた日本軍が徐州を包囲し、1938年5月20日徐州は陥落し日本軍が占領、双方に甚大な犠牲者の出た徐州会戦は中国軍の敗北で終わった。一方、1938年には八路軍第115師団が邳州・睢寧・銅山地区に抗日根拠地を作りゲリラ戦が始まった。1945年8月15日、日本の敗戦により徐州は日本軍から解放された。

### 戦後
1946年12月15日、人民解放軍と国民党軍は4日間にわたる激しい宿北戦役に突入した。激戦の末、国民党軍の第69師団は3個半の旅団を失う損害を受け、人民解放軍が勝利を収めた。1948年11月、徐州を中心とする地域を作戦区とする淮海戦役が開始され、66日の戦闘の後に国民党軍は華東での軍事力を喪失した。
1948年から1952年の間、徐州は山東省に所属したが、1952年に江蘇省に戻り省轄市となった。

## 行政区画
徐州は国務院の定めた「国家歴史文化名城」（歴史文化都市）の一つ。5市轄区・2県級市・3県を管轄する。
- 市轄区：
  - 雲竜区・鼓楼区・泉山区・賈汪区・銅山区
- 県級市：
  - 邳州市・新沂市
- 県：
  - 睢寧県・沛県・豊県

| 徐州市の地図                                                          |
| --------------------------------------------------------------------- |
| 鼓楼区 雲 竜 区 賈汪区 泉 山 区 銅山区 豊県 沛県 睢寧県 新沂市 邳州市 |

### 年表

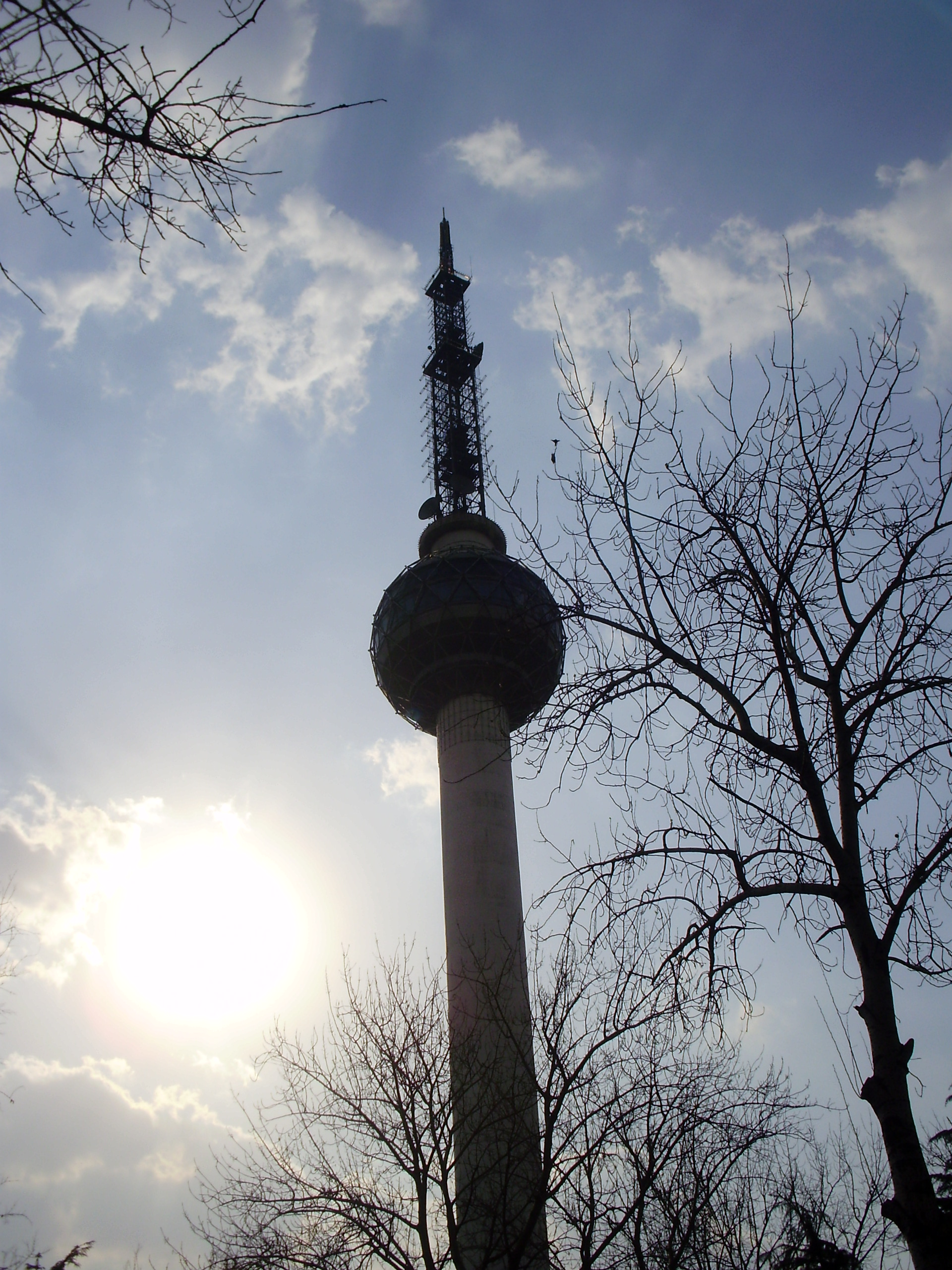
徐州テレビ塔

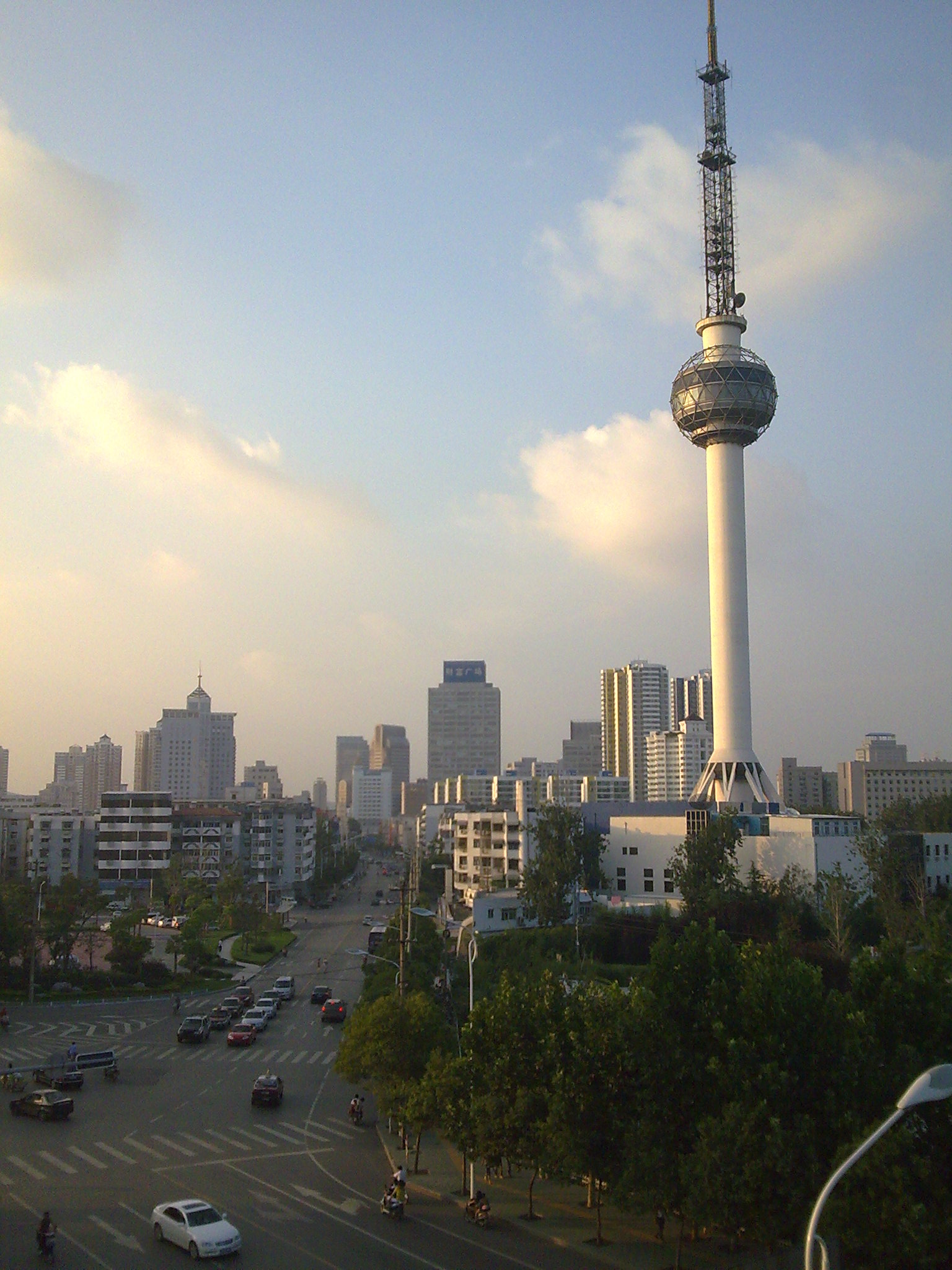
徐州テレビ塔と徐州の街並み

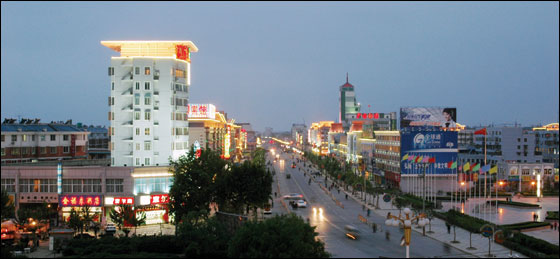
睢寧県・元府路の夜景

この節の出典

#### 山東省徐州市
- 1949年10月1日 - 中華人民共和国山東省徐州市が成立。一区から六区までの区と銅山県が発足。(6区1県)
- 1952年3月18日 (11区)
  - 銅山県の一部が滕県専区滕県、臨沂専区蘭陵県に分割編入。
  - 銅山県の残部が分割され、七区・八区・九区・十区・賈汪鉱区が発足。
- 1952年7月25日 - 十区の一部が皖北行署区宿県専区宿県に編入。(11区)
- 1952年11月25日 - 山東省の分割により、江蘇省徐州市となる。

#### 江蘇省徐州市(第1次)
- 1953年5月 - 六区・七区・八区および五区・九区・十区・賈汪鉱区の各一部が徐州専区銅山県に編入。(8区)
- 1953年8月15日 - 賈汪鉱区の一部が徐州専区銅山県に編入。(8区)
- 1953年11月 - 市内行政区域の再編により、一区から四区までの区が成立。(5区)
- 1955年8月26日 - 一区が鼓楼区に、二区が子房区に、三区が雲竜区に、四区が王陵区にそれぞれ改称。(5区)
- 1956年7月11日 - 山東省済寧専区嶧県・微山県の各一部が賈汪鉱区に編入。(5区)
- 1957年2月23日 - 徐州専区銅山県の一部が子房区・賈汪鉱区に分割編入。(5区)
- 1957年4月22日 - 徐州専区銅山県の一部が子房区に編入。(5区)
- 1957年5月7日 (7区)
  - 子房区の一部が鼓楼区・雲竜区に分割編入。
  - 子房区の残部が分割され、環城区・利国鉱区・大黄山鉱区が発足。
- 1957年7月4日 - 徐州専区銅山県の一部が大黄山鉱区に編入。(7区)
- 1958年4月8日 (3区)
  - 王陵区が鼓楼区・雲竜区に分割編入。
  - 環城区・賈汪鉱区・利国鉱区・大黄山鉱区が合併し、郊区が発足。
- 1958年9月19日 - 徐州市が徐州専区に編入。

#### 徐州地区
- 1953年3月6日 - 新海連市・崋山県・銅北県・豊県・沛県・邳県・東海県・贛楡県・碭山県・蕭県、淮陰専区新沂県・睢寧県・邳睢県を編入。徐州専区が成立。(1市10県1塩区)
  - 銅北県が銅山県に改称。
  - 崋山県が豊県・碭山県・銅山県に分割編入。
  - 邳睢県が邳県・睢寧県・銅山県に分割編入。
  - 新海連市の一部が分立し、淮北塩区が発足。
- 1953年4月17日 - 淮北塩区が新海連市に編入。(1市10県)
- 1953年5月 - 徐州市六区・七区・八区および五区・九区・十区・賈汪鉱区の各一部が銅山県に編入。(1市10県)
- 1953年7月2日 - 山東省臨沂専区蘭陵県の一部が邳県に編入。(1市10県)
- 1953年8月15日 (1市10県)
  - 山東省膠州専区日照県、臨沂専区臨沭県の各一部が贛楡県に編入。
  - 東海県の一部が山東省臨沂専区臨沭県・郯城県に分割編入。
  - 山東省臨沂専区郯城県の一部が東海県・邳県・新沂県に分割編入。
  - 邳県の一部が山東省臨沂専区郯城県・蒼山県に分割編入。
  - 山東省済寧専区嶧県、徐州市賈汪鉱区の各一部が銅山県に編入。
  - 山東省菏沢専区単県の一部(六区および馬良集村・禄王荘村・楊荘集村・賈荘村・姜庵村)が碭山県に編入。
  - 碭山県の一部(武河村)が山東省菏沢専区単県に編入。
  - 沛県の一部が山東省済寧専区嘉祥県に編入。
- 1953年8月22日 - 沛県の一部が山東省済寧専区嘉祥県・魚台県・鳧山県・薛城県・嶧県の各一部と合併し、山東省済寧専区微山県となる。(1市10県)
- 1953年11月16日 - 淮陰専区沭陽県の一部が東海県に編入。(1市10県)
- 1953年11月20日 - 新海連市の一部が贛楡県に編入。(1市10県)
- 1954年3月26日 (1市10県)
  - 贛楡県の一部が山東省膠州専区日照県に編入。
  - 山東省臨沂専区郯城県の一部が東海県に編入。
  - 山東省菏沢専区単県の一部が碭山県に編入。
- 1954年11月27日 - 銅山県の一部が邳県に編入。(1市10県)
- 1955年1月 - 蕭県の一部が安徽省宿県専区濉渓県に編入。(1市10県)
- 1955年2月21日 - 蕭県・碭山県が安徽省宿県専区に編入。(1市8県)
- 1955年3月2日 - 銅山県の一部が邳県・沛県・豊県に分割編入。(1市8県)
- 1956年3月 (1市8県)
  - 睢寧県の一部(李集区陳集郷の一部)が安徽省蚌埠専区霊璧県に編入。
  - 安徽省蚌埠専区霊璧県の一部(九頂区・高楼区の各一部)が睢寧県に編入。
- 1957年2月23日 - 銅山県の一部が徐州市子房区・賈汪鉱区に分割編入。(1市8県)
- 1957年4月22日 - 銅山県の一部が徐州市子房区に編入。(1市8県)
- 1957年7月4日 - 銅山県の一部が徐州市大黄山鉱区に編入。(1市8県)
- 1957年12月19日 - 新海連市の一部が塩城専区浜海県に編入。(1市8県)
- 1958年9月19日 - 徐州市を編入。徐州市が県級市に降格。(2市8県)
- 1958年12月12日 - 新海連市の一部が塩城専区浜海県、淮陰専区灌雲県に分割編入。(2市8県)
- 1960年1月4日 - 新海連市の一部が塩城専区浜海県、淮陰専区灌雲県に分割編入。(2市8県)
- 1960年10月13日 - 銅山県が徐州市に編入。(2市7県)
- 1961年9月2日 - 新海連市が連雲港市に改称。(2市7県)
- 1962年6月25日 (7県)
  - 徐州市が地級市の徐州市に昇格。
  - 連雲港市が地級市の連雲港市に昇格。
- 1962年9月25日 - 徐州市銅山県を編入。(8県)
- 1964年5月 (8県)
  - 徐州市郊区の一部(象山公社・蘇家公社および万寨公社・李窩公社・泉旺頭公社の各一部)が銅山県に編入。
  - 銅山県の一部(漢王公社の一部)が徐州市郊区に編入。
- 1970年 - 徐州専区が徐州地区に改称。(8県)
- 1971年4月26日 - 山東省臨沂地区臨沭県の一部が贛楡県・東海県に分割編入。(8県)
- 1983年1月18日 
  - 銅山県・豊県・沛県・邳県・睢寧県・新沂県が徐州市に編入。
  - 東海県・贛楡県が連雲港市に編入。

#### 江蘇省徐州市(第2次)
- 1962年6月25日 - 徐州専区徐州市が地級市の徐州市に昇格。鼓楼区・雲竜区・銅山県・賈汪鎮が成立。(2区1県1鎮)
- 1962年9月25日 - 銅山県が徐州専区に編入。(2区1鎮)
- 1963年4月25日 - 鼓楼区・雲竜区の各一部が合併し、郊区が発足。(3区1鎮)
- 1964年5月 (3区1鎮)
  - 郊区の一部(象山公社・蘇家公社および万寨公社・李窩公社・泉旺頭公社の各一部)が徐州専区銅山県に編入。
  - 徐州専区銅山県の一部(漢王公社の一部)が郊区に編入。
- 1964年11月17日 - 賈汪鎮が区制施行し、賈汪鉱区となる。(4区)
- 1965年10月26日 (5区)
  - 賈汪鉱区が賈汪区に改称。
  - 賈汪区の一部が分立し、鉱区が発足。
- 1969年9月30日 (5区)
  - 鼓楼区が延安区に改称。
  - 雲竜区が紅衛区に改称。
- 1975年5月3日 - 紅衛区が雲竜区に改称。(5区)
- 1978年7月31日 - 郊区が延安区・雲竜区に分割編入。(4区)
- 1979年7月13日 - 延安区が鼓楼区に改称。(4区)
- 1983年1月18日 - 徐州地区銅山県・豊県・沛県・邳県・睢寧県・新沂県を編入。(4区6県)
- 1983年3月29日 - 鼓楼区・雲竜区・銅山県の各一部が合併し、郊区が発足。(5区6県)
- 1984年8月23日 - 沛県の一部が山東省済寧市微山県に編入。(5区6県)
- 1990年2月5日 - 新沂県が市制施行し、新沂市となる。(5区1市5県)
- 1992年7月7日 - 邳県が市制施行し、邳州市となる。(5区2市4県)
- 1993年9月2日 - 郊区が泉山区に改称。(5区2市4県)
- 1995年12月26日 - 鉱区が九里区に改称。(5区2市4県)
- 1998年 (5区2市4県)
  - 新沂市の一部(砲車鎮)が邳州市に編入。
  - 邳州市の一部(合溝鎮)が新沂市に編入。
  - 銅山県の一部が泉山区に編入。
- 2005年5月18日 - 銅山県の一部が鼓楼区に編入。(5区2市4県)
- 2008年 - 鼓楼区の一部が賈汪区に編入。(5区2市4県)
- 2010年9月18日 (5区2市3県)
  - 九里区の一部が鼓楼区・泉山区・銅山県に分割編入。
  - 銅山県が区制施行し、銅山区となる。
- 2021年3月24日 - 銅山区の一部(拾屯街道)が鼓楼区に編入。(5区2市3県)

## 交通

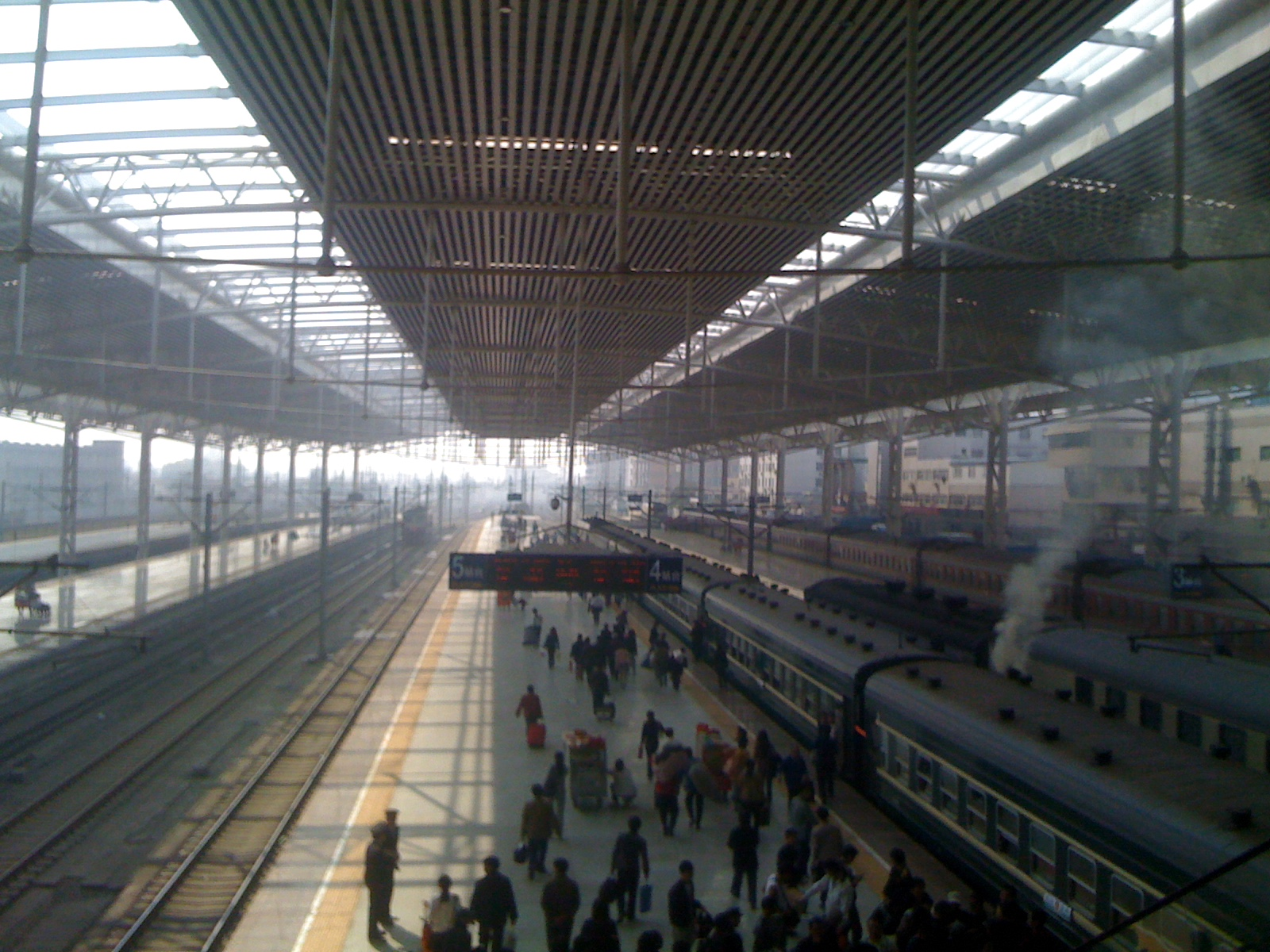
徐州駅

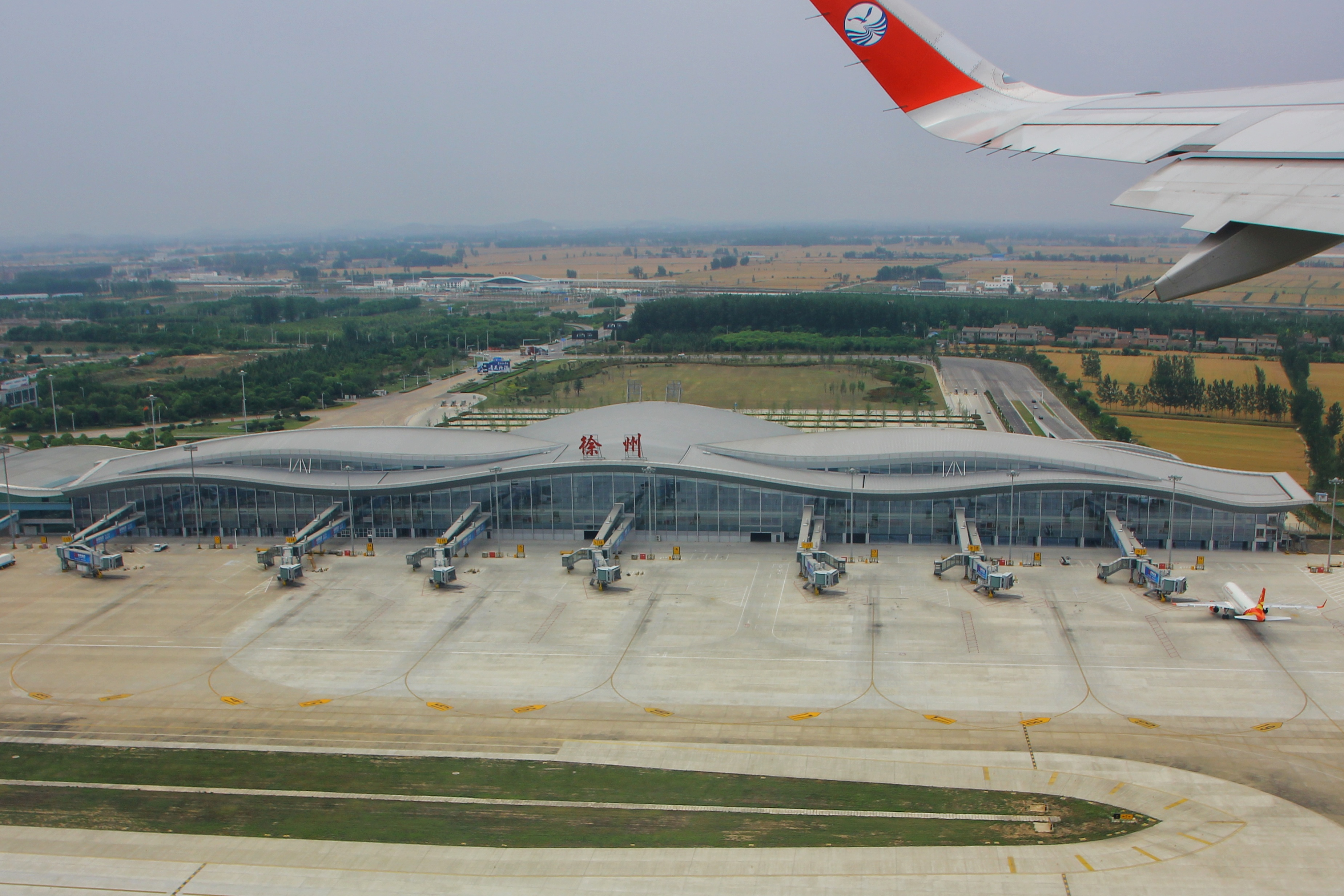
徐州観音国際空港

- 大運河に沿って作られた京杭大運河は大きな船も通れるようになっている。
- 徐州観音空港があり、旅客機が北京、上海ほか各地の大都市との間を結んでいる。
- 魯寧石油パイプラインが通っている。

### 鉄道
徐州は京滬線と隴海線という中国の鉄道の幹線が交差する要所であり（徐州駅）、多くの支線も接続している。また、五方面に向かって高速鉄道が整備されており、徐州東駅は北京と上海を結ぶ京滬高速鉄道の他、鄭州、西安、蘭州へ向かう徐蘭高速鉄道、連雲港へ向かう徐連旅客専用線、塩城へ向かう徐塩旅客専用線の起点となっている。
徐州は北京と上海のほぼ真ん中に位置し、徐州東駅から上海、北京までそれぞれ3時間以内で移動できる。
地下鉄は徐州地下鉄が1号線、2号線、3号線3路線開業しており、最終的には6路線になる予定。
上海鉄路局徐州事務所
2008年3月18日、済南鉄路局の元徐州分局所属の区間と徐州機務段が上海鉄路局に移管編入された。

## 経済
徐州は江蘇省三大都市圏の一つとして、全国の重要な機械工学、食品、建材工業基地で、機械、電子、化学工業、食品建材工業を中心とし、エネルギー源、冶金、紡績、シルク加工、軽工業、革製品などの工業がバランスよく発達している。
徐州は清代末期に中国で最も早く民族資本が形成された都市のうちの一つであり、現在では外資の誘致でも中国有数の実績を持つ。徐州市は国家レベルの経済開発区を有し、現在までにアービンメリトール、ジョンディア、ビステオンなど米系企業や、日本の三菱キャタピラー、丸全昭和運輸、ドイツのティッセンクルップ、ヘンケル、リープヘルなどの大型工場、物流倉庫などが多数稼動している。
その他台湾、香港など多くの国からの投資もあり、2008年末までに徐州市が認可した外国からの投資は累計900社弱に登り、世界各国の有名企業による1億ドルを超える大型案件も多数含まれる。
市内に本社をおく主要な企業
- 徐工グループ　本社所在地・建設機械大手（上海証券取引所上場企業）
- 恩華製薬　本社所在地・製薬大手（上海証券取引所上場企業）
- 維維食品　本社所在地・食品大手（上海証券取引所上場企業）
- 徐鍛グループ　本社所在地・工作機械大手
- 徐鋼グループ　本社所在地・製鉄大手
- 飛虹グループ　本社所在地・鉄骨工事大手

## 産品
- 石炭、鉄、銅などを産出する。
- 農業では小麦、とうもろこし、コメ、豆類、いも、綿花、ゴマ、野菜類を生産する。
- 果樹や桑なども多い。

## 文化
亀山漢墓や獅子山楚王陵など、漢の時代に楚国の王や諸侯らの残した墓が市街周辺に多くある。市街東部の獅子山からは1984年に数千体の兵馬俑（西安の秦の兵馬俑よりは小型）が発見され、その後前漢時代の第三代楚王劉戊の墓陵が発見された。その他、楚の王家や貴族などの、墓碑や祠堂の壁石に刻まれた「漢画像石」と呼ばれるレリーフも多く出土し、博物館などで公開されている。
また北宋時代の蘇軾が残した建築物も多い。蘇軾が徐州に赴任した後、当時すぐ横を流れていた黄河が氾濫したが、彼は民衆を指揮し、臨時の堤防を設計し築いてこれを食い止めた。その後築造した恒久的な堤防が蘇堤である。杭州の西湖にある蘇軾の作った同名の堤とは別）

### 博物館
- 徐州博物館
- 漢兵馬俑博物館
- 漢画像石芸術館

### 名勝古跡
- 蘇堤 - 蘇軾が築いた黄河の堤の跡。

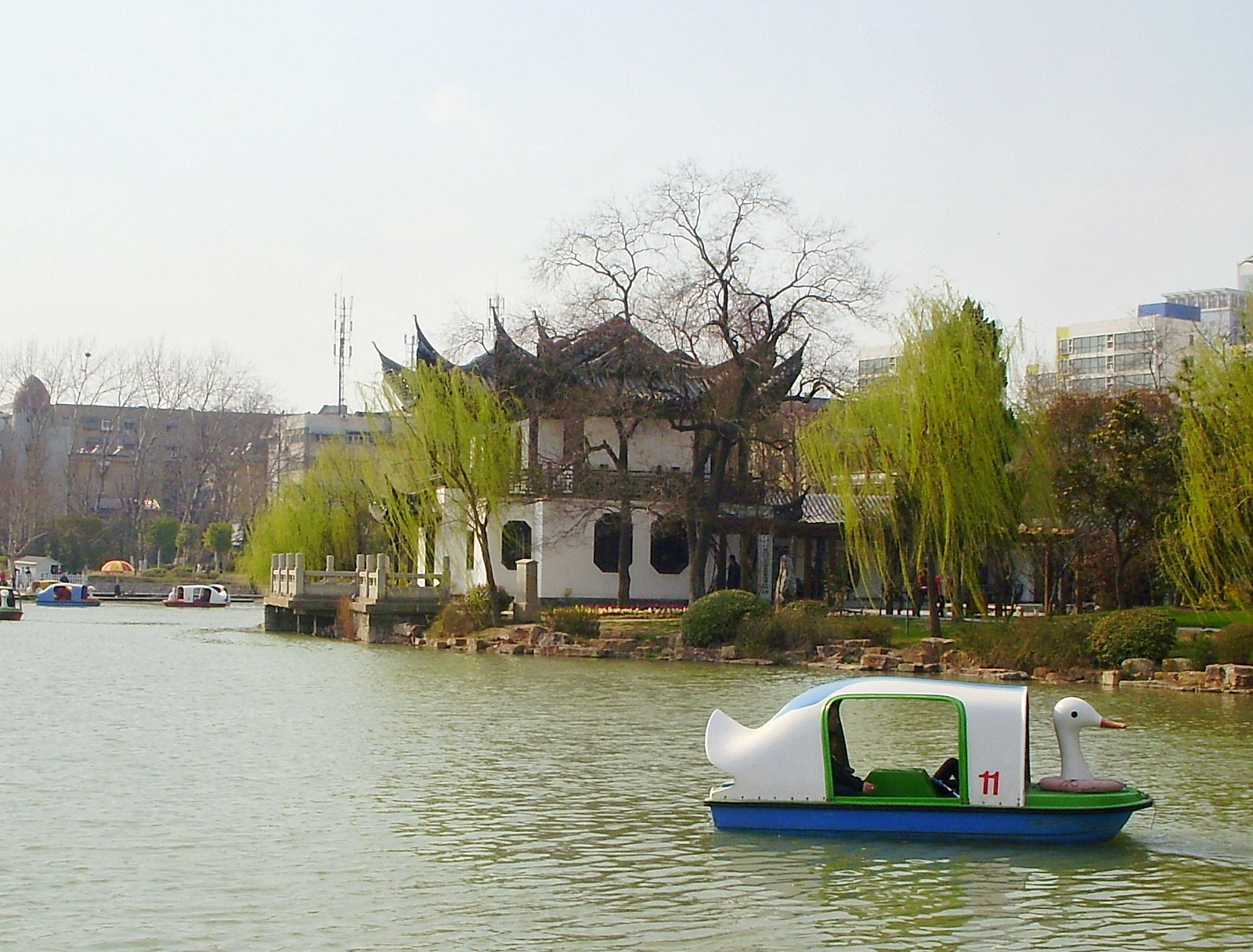
燕子楼。雲龍公園にあり、徐州五大名楼の一つ

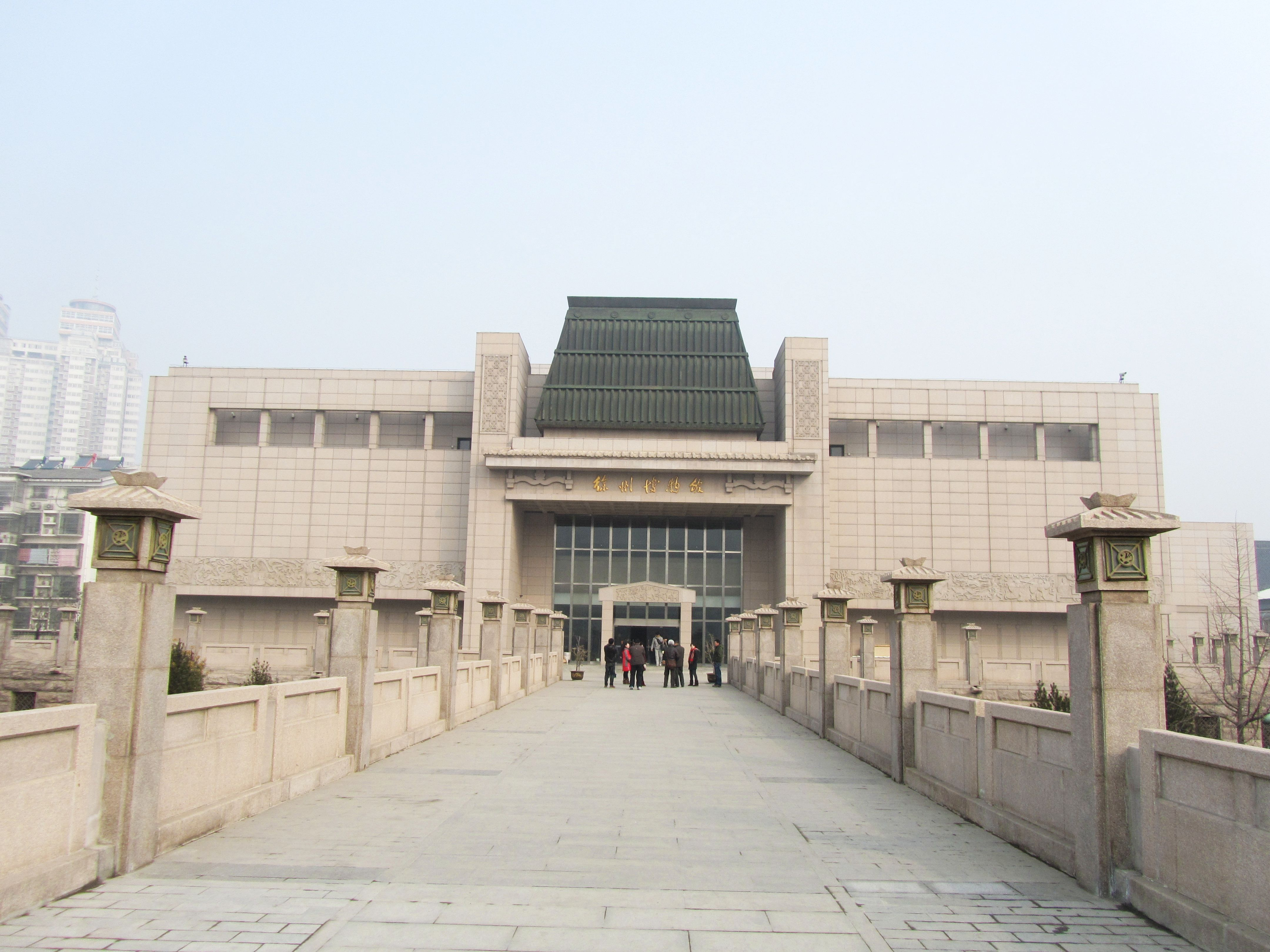
徐州博物館・主展示館

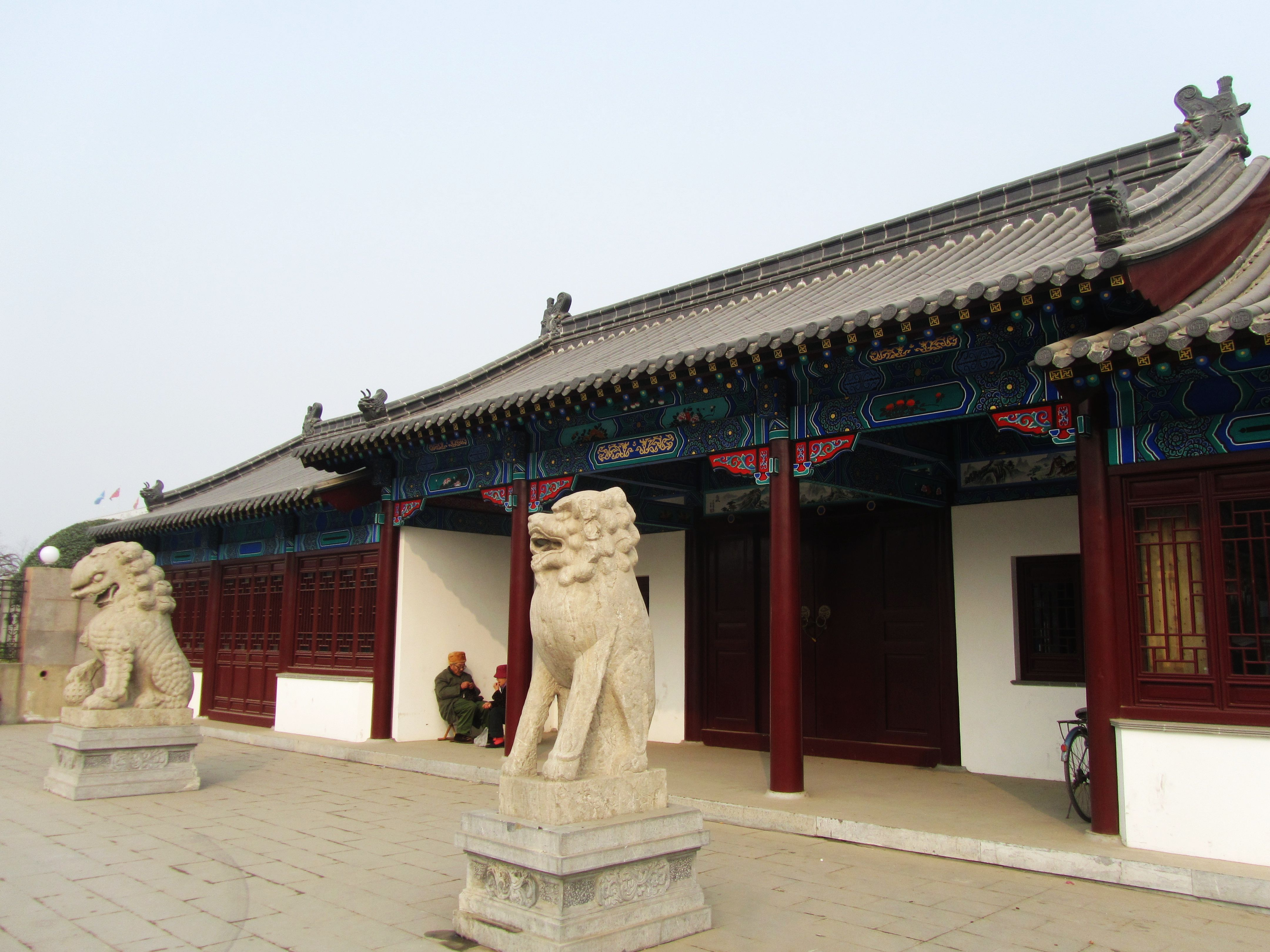
徐州博物館・乾隆行宮大門外側

- 黄楼 - 蘇軾が黄河の治水に成功した後、記念に建てた楼閣。
- 戯馬台 - 項羽の都の跡で、馬の訓練を見るために築いた高台といわれる。
- 快哉亭 - 市内にある楼閣。蘇軾がこれをたたえて詩を読んだため、題名にちなんで快哉亭となった。
- 雲龍山 - 市の南郊にある100m強の高さの山の連なり。張天驥や蘇軾の詩文で有名。
- 放鶴亭 - 雲龍山にある。彭城の隠士の張天驥が1078年に建てた。蘇軾がこれのためによんだ詩がある。
- 九里山 - 市の北西にある山。春秋戦国時代から唐、明に至るまで数多くの激戦地となった。『西漢演義』や琵琶曲「十面埋伏」など創作作品では、楚漢戦争のおり劉邦と韓信はここで十面埋伏の計を行い、項羽を垓下に追い詰めたとされる。
- 雲龍湖
- 燕子楼
- 戚姫苑
- 亀山漢墓
- 獅子山楚王陵
- 淮海戦役陵園
- 王傑烈士陵園

### 出身・関連有名人
- 劉邦
- 彭祖
- 項羽
- 蘇洵
- 蘇軾
- 張天驥
- 李可染

### 教育
- 中国鉱業大学
- 江蘇師範大学
- 徐州医科大学
- 徐州工程学院

## 医療
- 徐州医科大学付属病院（徐州市第二人民病院）
- 徐州医科大学付属市立病院（徐州市第一人民病院）
- 徐州市中心病院（徐州市第四人民病院）
- 徐州医科大学付属第二病院（徐州鉱務グループ付設總病院）
- 徐州医科大学付属第三病院（元 徐州鉄道病院）
- 徐州市腫瘍病院（徐州市第三人民病院）
- 徐州市児童病院
- 徐州市中医院
- 中国人民解放軍第九七病院

## 対外関係

### 姉妹都市･提携都市
- 半田市（日本国 中部地方 愛知県）
- バンガロール（インド共和国 カルナータカ州）
- 井邑市（大韓民国 全羅北道）
- エアフルト（ドイツ連邦共和国 テューリンゲン州）
- オルデンブルク（ドイツ連邦共和国 ニーダーザクセン州）
- クレーフェルト（ドイツ連邦共和国 ノルトライン･ヴェストファーレン州）
- ボーフム（ドイツ連邦共和国 ノルトライン･ヴェストファーレン州）
- サン･テティエンヌ（フランス共和国 ロワール県）
- ランチャーノ（イタリア共和国 アブルッツォ州 キエーティ県）
- トレド（スペイン王国 カスティーリャ・ラ・マンチャ州 トレド県）
- オリョール（ロシア連邦 オリョール州）
- リャザン（ロシア連邦 リャザン州）
- レオーベン（オーストリア共和国 シュタイアーマルク州）
- ウォヴィチ（ポーランド共和国 ウッチ県）
- エールド（ハンガリー共和国 ペシュト県）
- ノルシェーピング（スウェーデン王国 エステルイェータランド県）
- ルレオ（スウェーデン王国 ノールボッテン県）
- トゥルク（フィンランド共和国 南西スオミ県）
- ニューアーク（アメリカ合衆国 ニュージャージー州）
- ゲルフ（カナダ連邦 オンタリオ州）
- ハミルトン（カナダ連邦 オンタリオ州）
- バリー（カナダ連邦 オンタリオ州）
- オザスコ（ブラジル連邦共和国 サンパウロ州）
- バルバセーナ（ブラジル連邦共和国 ミナスジェライス州）
- サンマルティン（アルゼンチン共和国 ブエノスアイレス州）
- ラ･マタンサ（アルゼンチン共和国 ブエノスアイレス州）
- カニエテ郡（ペルー共和国 リマ県）
- ダンデノング（オーストラリア連邦 ビクトリア州）

姉妹関係にある地域や州を列挙する。
- キロヴォフラード州（ウクライナ）
- ホークス・ベイ地方（ニュージーランド国）
- ギーザ県（エジプト・アラブ共和国）